# Gataivai
Gataivai, auch Gautavai, ist eine Siedlung an der Südküste der Insel Savai'i des Inselstaats Samoa, im politischen Bezirk (itūmālō) Palauli.

## Geographie
Der Ort liegt zusammen mit Vaiala und Puleia im Mündungsbereich der Flüsse Gataivai River und Vaiola River. Die South Coast Road verbindet die Orte mit Nofoa im Westen und Papa im Osten.